# Diospyros gaultheriifolia
Diospyros gaultheriifolia är en tvåhjärtbladig växtart som beskrevs av Carl Friedrich Philipp von Martius och Friedrich Anton Wilhelm Miquel. Diospyros gaultheriifolia ingår i släktet Diospyros och familjen Ebenaceae. Inga underarter finns listade i Catalogue of Life.